# Alfred Edward Rosé
Alfred Edward Rosé (11. prosince 1902, Vídeň – 7. května 1975, Londýn, Ontario, Kanada) byl rakouský skladatel a dirigent.
Byl starší bratr Almy Rosé.